# Schoenoplectus bucharicus
Schoenoplectus bucharicus là loài thực vật có hoa trong họ Cói. Loài này được (Roshev.) Grossh. miêu tả khoa học đầu tiên năm 1939.